# Rafael Bardají
Rafael Luis Bardají López, més conegut com a Rafael Bardají (Badajoz, 1959) és un sociòleg i publicista neoconservador espanyol, especialitzat en política internacional.

## Biografia
Es va llicenciar en Ciències Polítiques i Sociologia per la Universitat Complutense de Madrid (UCM). Fundador en 1987 del Grup d'Estudis Estratègics (GEES), també va exercir de sotsdirector de Recerca i Anàlisi del Reial Institut Elcano. Va ser assessor dels ministres de Defensa del Partit Popular Eduardo Serra i Federico Trillo, així com director de política internacional de la Fundació per a l'Anàlisi i els Estudis Socials (FAES). Especialitzat en el pensament neocon estatunidencà de l'equip de George W. Bush, va ser ideòleg de la intervenció a l'Iraq. Al setembre de 2010 va ser impulsor, juntament amb Enrique Navarro, Pablo Casado i Carlos Bustelo, del registre de la fundació sionista Friends of Israel Initiative. El març de 2018 va anunciar la seva baixa de militància del Partit Popular i la seva afiliació a Vox.
L'any 2019 es va incorporar al consell d'administració d'Expal Systems, antigament denominada Explosivos Alaveses, S.A., empresa dedicada a la fabricació d'armes i municions.

## Posicions
Adscrit a posicions sionistes, s'ha mostrat crític amb l'islam i va arribar a equiparar l'islam no violent amb el terrorisme. No obstant això, l'any 2015 va defensar que «l'Estat Islàmic no era un simple grup terrorista, com ens agrada dir per aquí; era un aparell generador de seguretat i ordre» en comparació a Baixar al-Àssad. Al llarg de la seva trajectòria va justificar el suport a Moammar al-Gaddafi i va declarar la seva admiració per Chuck Norris.